# Bjelkovac
Bjelkovac falu Horvátországban Verőce-Drávamente megyében. Közigazgatásilag Újbakócához tartozik.

## Fekvése
Verőcétől légvonalban 42, közúton 47 km-re délkeletre, községközpontjától 8 km-re keletre, Nyugat-Szlavóniában, a Drávamenti-síkságon, Dobrović és Suha Mlaka között fekszik.

## Története
A 20. század első felében keletkezett Dobrović északkeleti, Bjelkovac nevű településrészén. Lakosságát 1931-ben számlálták meg először önállóan. 1953 óta önálló település. Az 1960-as évektől fogva a fiatalok elvándorlása miatt a lakosság száma folyamatosan csökken. 1991-ben lakosságának 68%-a szerb, 17%-a horvát nemzetiségű volt. 2011-ben 52 lakosa volt.

## Lakossága
| Lakosság változása | Lakosság változása | Lakosság változása | Lakosság változása | Lakosság változása | Lakosság változása | Lakosság változása | Lakosság változása | Lakosság változása | Lakosság változása | Lakosság változása | Lakosság változása | Lakosság változása | Lakosság változása | Lakosság változása | Lakosság változása |
| ------------------ | ------------------ | ------------------ | ------------------ | ------------------ | ------------------ | ------------------ | ------------------ | ------------------ | ------------------ | ------------------ | ------------------ | ------------------ | ------------------ | ------------------ | ------------------ |
| 1857               | 1869               | 1880               | 1890               | 1900               | 1910               | 1921               | 1931               | 1948               | 1953               | 1961               | 1971               | 1981               | 1991               | 2001               | 2011               |
| 0                  | 0                  | 0                  | 0                  | 0                  | 0                  | 0                  | 310                | 464                | 448                | 345                | 171                | 111                | 82                 | 57                 | 52                 |

(1931-től településrészként, 1948-tól önálló településként.)